# Pygirhynchus granulosus
Pygirhynchus granulosus är en insektsart som beskrevs av Ludwig Redtenbacher 1906. Pygirhynchus granulosus ingår i släktet Pygirhynchus och familjen Heteronemiidae. Inga underarter finns listade i Catalogue of Life.